# Малый Алат
Малый Алат — село в Высокогорском районе Татарстана. Входит в состав Село-Алатского сельского поселения.

## География
Находится в северо-западной части Татарстана на расстоянии приблизительно 29 км на север по прямой от районного центра поселка Высокая Гора.

## История
Известно с 1602—1603 годов. В советское время работали колхозы им.Сталина, "Родина", позднее СПК "Родина".

## Население
Постоянных жителей было: в 1782 году — 102 души мужского пола, в 1859—545, в 1897—713, в 1920—798, в 1926—980, в 1949—781, в 1958—475, в 1970—287, в 1989—126, 62 в 2002 году (русские 92 %), 54 в 2010.